# Живот је леп (ТВ серија)
Живот је леп је југословенска телевизијска серија, у продукцији Телевизије Београд коју је режирао Дејан „Баја” Ћорковић по сценарију Живорада Лазића. Серија је снимана у црно-белом формату и премијерно је приказивана крајем 1975. године.

## Радња
У 11 получасовних хуморески гледаоци се упознају са доживљајима професора универзитета и његове кућне помоћнице. Сударају се два света и два погледа на свет кроз протагонисте серије. На једној страни педантан, образован, хладнокрван и интелигентан професор, на другој, весела, нешколована, бистра и наивна девојка која је тек недавно дошла из села у велеград.

## Списак епизода
| Редни број | Назив епизоде         | Премијерно емитовање |
| ---------- | --------------------- | -------------------- |
| 1          | Јана из Кошутара      | 4. октобар 1975.     |
| 2          | Пуњене паприке        | 11. октобар 1975.    |
| 3          | Рођени брат од тетке  | 18. октобар 1975.    |
| 4          | Писање и читање       | 25. октобар 1975.    |
| 5          | Београдски мали пијац | 1. новембар 1975.    |
| 6          | Домаћи задатак        | 8. новембар 1975.    |
| 7          | Диско клуб            | 15. новембар 1975.   |
| 8          | Ћути и буди лепа      | 22. новембар 1975.   |
| 9          | Викенд                | 29. новембар 1975.   |
| 10         | Професору с љубављу   | 6. децембар 1975.    |
| 11         | Емил и Мића           | 13. децембар 1975.   |

## Улоге
| Глумац                   | Улога                                 |
| ------------------------ | ------------------------------------- |
| Милена Дравић            | Мирјана Јана Ђорђевић (11 еп. 1975)   |
| Раде Марковић            | Професор Страхиња Хаџић (11 еп. 1975) |
| Рахела Ферари            | Мајка Јелисавета (7 еп. 1975)         |
| Милан Лане Гутовић       | Довниковић (4 еп. 1975)               |
| Предраг Мики Манојловић  | Мића (4 еп. 1975)                     |
| Велимир Бата Живојиновић | Батко Живић (3 еп. 1975)              |
| Љерка Драженовић         | Матилда (2 еп. 1975)                  |
| Добрила Костић           | Куварица (2 еп. 1975)                 |
| Дубравка Перић           | Валентина (2 еп. 1975)                |
| Радомир Поповић          | Максимовић (2 еп. 1975)               |
| Ратко Сарић              | Чика Митке (2 еп. 1975)               |
| Реља Башић               | Жан Пјер (1 еп. 1975)                 |
| Љиљана Благојевић        | Секретарица (1 еп. 1975)              |
| Стеванка Чешљаров        | Обожаватељка (1 еп. 1975)             |
| Бранислав Дамњановић     | Наставник (1 еп. 1975)                |
| Слободан Ђурић           | Емил Јовановић (1 еп. 1975)           |
| Филип Ковчин             | Дечко (1 еп. 1975)                    |
| Бранко Милићевић         | Глумац који игра Хамлета (1 еп. 1975) |
| Марија Милутиновић       | Ема млађа (1 еп. 1975)                |

 Остале улоге  ▼
| Глумац                    | Улога                                |
| ------------------------- | ------------------------------------ |
| Даница Мокрањац           | Гошћа на пријему (1 еп. 1975)        |
| Мирослав Дуда Радивојевић | Келнер (1 еп. 1975)                  |
| Нађа Родић                | Болничарка (1 еп. 1975)              |
| Слободан Стојановић       | Гост на пријему (1 еп. 1975)         |
| Жижа Стојановић           | Разредни старешина (1 еп. 1975)      |
| Божидар Стошић            | Железничар (1 еп. 1975)              |
| Милош Жутић               | Судија за прекршаје (1 еп. 1975)     |
| Предраг Живковић Тозовац  | Певач (1975) (непознат број епизода) |
| Нада Родић                | Болничарка (непознат број епизода)   |

Комплетна ТВ екипа  ▼
| Редитељ                   | Дејан Ћорковић       | (11 еп. 1975)                    |
| Сценариста                | Живорад Жика Лазић   | (11 еп. 1975)                    |
| Продуцент                 | Радосав Јанковић     | продуцент (2 еп. 1975)           |
| Директор фотографије      | Милан Стефановић     | (2 еп. 1975)                     |
| Mонтажер                  | Петар Аранђеловић    | (непознат број епизода)          |
| Сценограф                 | Никола Теодоровић    | (11 еп. 1975)                    |
| Уметнички директор        | Слободан Рундо       | (2 еп. 1975)                     |
| Костимограф               | Владанка Ђорђевић    | (2 еп. 1975)                     |
| Менаџер продукције        | Бобан Недељковић     | вођа снимања (2 еп. 1975)        |
| Помоћник режије           | Бранислав Дрљевић    | помоћник редитеља (2 еп. 1975)   |
| Одсек за звук             | Петар Дујић          | микроман (2 еп. 1975)            |
| Одсек за звук             | Јово Џабић           | микроман (2 еп. 1975)            |
| Одсек за звук             | Дивна Рајић          | тон мајстор (2 еп. 1975)         |
| Одсек за камеру и расвету | Славко Алексијевић   | пратилац камере (2 еп. 1975)     |
| Одсек за камеру и расвету | Јован Благојевић     | пратилац камере (2 еп. 1975)     |
| Одсек за камеру и расвету | Бранислав Кузмановић | пратилац камере (2 еп. 1975)     |
| Одсек за камеру и расвету | Ружица Тубић         | вођа расвете (2 еп. 1975)        |
| Одсек за камеру и расвету | Бранислава Вујић     | сниматељ (2 еп. 1975)            |
| Одсек за монтажу          | Бранка Гркинић       | видео миксер (2 еп. 1975)        |
| Музички одсек             | Станко Терзић        | музички координатор (2 еп. 1975) |
| Остала екипа              | Нада Петернек        | секретар режије (2 еп. 1975)     |